# Froðba
Froðba is een dorp dat behoort tot de gemeente Tvøroyrar kommuna in het oosten van het eiland Suðuroy op de Faeröer. Froðba heeft 153 inwoners. De postcode is FO 825. Froðba is het oudste dorp van het eiland Suðuroy en ligt aan de Trongisvágsfjørður fjord.

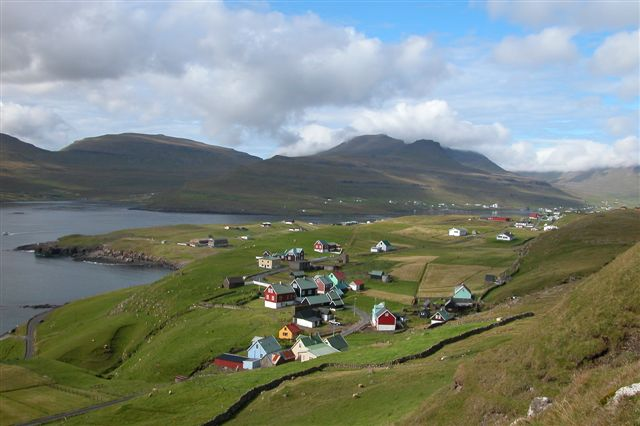
Froðba